# باول فوستر
باول فوستر (بالإنجليزية: Paul Foster)‏ (28 ديسمبر 1967 بليزمور في أستراليا - ) هو لاعب كرة قدم أسترالي في مركز الهجوم. لعب مع نادي كيتشي ونادي جنوب ملبورن وNorth West Sydney Spirit FC ‏ وبريزبان سترايكرز ‏ وCaroline Springs George Cross FC ‏ وDouble Flower FA ‏.

## وصلات خارجية
- باول فوستر على موقع قاعدة بيانات كرة القدم.إي يو (الإنجليزية)